# Anima mia
Anima mia est une chanson de Dalida sortie en 1974. La chanson a été vendue à plus de 150 000 exemplaires en 1974 en France.
La chanson originale "Anima Mia" est du groupe italien Cugini di Campagna qui ont sorti la chanson en 1973.